# Allotinus kalawarus
Allotinus kalawarus är en fjärilsart som beskrevs av Ribbe 1926. Allotinus kalawarus ingår i släktet Allotinus och familjen juvelvingar. Inga underarter finns listade i Catalogue of Life.